# Skaret (Antarktika)
Skaret (norwegisch für Scharte) ist ein Gebirgspass im ostantarktischen Königin-Maud-Land. In der Sverdrupfjella verläuft er auf der Ostseite des Skarsnuten in den Rootshorga.
Erste Luftaufnahmen entstanden bei der Deutschen Antarktischen Expedition 1938/39 unter der Leitung des Polarforschers Alfred Ritscher. Norwegische Kartographen, die ihn auch deskriptiv benannten, kartierten ihn anhand von Vermessungen und Luftaufnahmen der Norwegisch-Britisch-Schwedischen Antarktisexpedition (1949–1952) und Luftaufnahmen, die zwischen 1958 und 1959 bei der Dritten Norwegischen Antarktisexpedition (1956–1960) entstanden.